# Eisner Award para Best Colorist
O Eisner Award para Best Colorist (em português, Melhor Colorista ou Melhor Colorização) é uma das categorias do Will Eisner Comic Industry Award, popularmente conhecido como Eisner Awards. A cerimônia foi estabelecida em 1988 e desde então é realizada durante a convenção "Comic-Con", que ocorre anualmente em San Diego, Califórnia. A categoria "Melhor Colorista" foi incluída na premiação em 1992.
O primeiro prêmio foi atribuído em 1992, ao artista Steve Oliff, por seu trabalho na colorização das revistas Legends of the Dark Knight, 2112 e Akira. O mais recente vencedor foi Dave Stewart, em 2020, por seu trabalho em Black Hammer, B.P.R.D.: The Devil You Know, Hellboy and the BPRD (Dark Horse); Gideon Falls (Image); Silver Surfer Black e Spider-Man (Marvel).

## Histórico
Entre 1985 e 1987, a editora Fantagraphics Books promoveu o Kirby Awards, uma premiação dedicada à indústria das histórias em quadrinhos e com os vencedores recebendo seus prêmios sempre com a presença do artista Jack Kirby. As edições do Kirby Awards eram organizadas por Dave Olbrich, um funcionário da editora. Em 1987, com a saída de Olbrich, a Fangraphics decidiu encerrar o Kirby Awards e instituiu o Harvey Awards, cujo nome é uma homenagem à Harvey Kurtzman. Olbrich, por sua vez, fundou no mesmo ano o "Will Eisner Comic Industry Award".
Em 1988, a primeira edição do prêmio foi realizada, no mesmo modelo até hoje adotado: Um grupo de cinco membros reúne-se, discute os trabalhos realizados no ano anterior, e decide as indicações para cada uma das categorias, que são então votadas por determinado número de profissionais e os ganhadores são anunciados durante a edição daquele ano da San Diego Comic-Con, uma convenção de quadrinhos realizada em San Diego, Califórnia. Por dois anos o próprio Olbrich organizou a premiação até que, ao ver-se incapaz de reunir os fundos necessários para realizar a edição de 1990 — que acabou não ocorrendo — ele decidiu transferir a responsabilidade para a própria Comic-Con, que desde 1990 emprega Jackie Estrada para organizá-lo. A premiação costumeiramente ocorre às quintas-feiras à noite, durante a convenção, sendo sucedida na sexta-feira pelos Inkpot Awards.

## Vencedores
| Ano  | Artista(s)                                  | Obra (s) | Indicados | Nota                 |
| ---- | ------------------------------------------- | --- | --- | -------------------- |

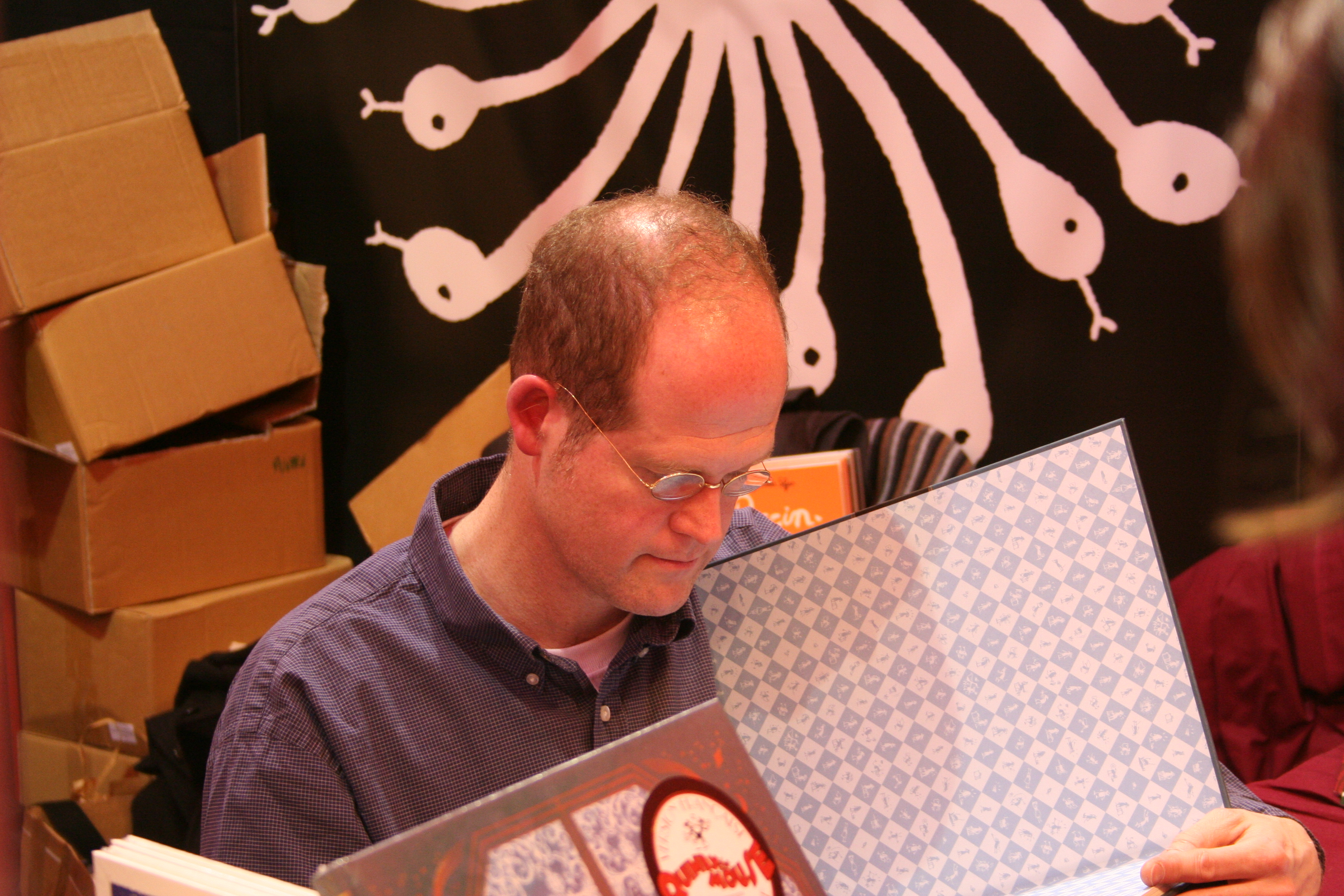
Chris Ware, colorista vencedor da categoria em 1996, 1998, 2001 e 2006.

| 1992 | Steve Oliff                                 | Legends of the Dark Knight (DC) 2112 (Dark Horse) Akira (Marvel) | - Lovern Kindzierski, por L.E.G.l.O.N. '91 e L.E.G.l.O.N. '92 (DC) - Tom Luth, por Groo the Wanderer (Marvel/Epic) e Usagi Yojimbo Color Special #2 (Fantagraphics) - Cris Palomino, por Uncle Scrooge, Disney Digests e The Jetsons (Disney) - Dan Vozzo, por Sandman e Doom Patrol (DC) | [ 5 ]                |
| 1993 | Steve Oliff e Olyoptics                     | Legends of the Dark Knight #28-#30 (DC) Martian Manhunter: American Secrets (DC) James Bond 007: Serpent's Tooth (Dark Horse) Spawn (Image)                                                                                              | - Lovern Kindzierski e Digital Chameleon, por Fairy Tales of Oscar Wilde (NBM), Batman: Sword of Azrael e L.E.G.l.O.N. '92 (DC) - Richmond Lewis, por Ironwolf: Fires of the Revolution (DC) - Bernie Mireault, por Grendel: War Child (Dark Horse) e The Jam: Urban Adventure (Tundra) | [ 6 ]                |
| 1994 | Steve Oliff Reuben Rude (Estúdio Olyoptics) | Spawn (Image) | - Joe Chiodo, por WildC.A.T.S. e Deathblow (Image) - Matt Hollingsworth, por Aliens: Labyrinth, Aliens: Salvation e Creature from the Black Lagoon (Dark Horse) - Joe Matt, por ´Batman/Grendel (Comico/DC) - Daniel Vozzo, por Sandman e Shade, the Changing Man (DC/Vertigo) - Tom Ziuko, por Hellblazer (DC/Vertigo) | [ 7 ]                |
| 1995 | Angus McKie                                 | Martha Washington Goes to War (Dark Horse) | - Peter Bagge e Mary Woodring, por Hate (Fantagraphics) - Elizabeth Chadwick, Concrete: Killer Smile (Dark Horse/Legend) - Susan Daigle-Leach, Uncle Scrooge (Gladstone) - Chris Ware, The Acme Novelty Library (Fantagraphics) | [ 8 ]                |
| 1996 | Chris Ware                                  | The Acme Novelty Library (Fantagraphics) | - George Freeman, por The X-Files (Topps) - Claude Legris, por The Big Guy and Rusty the Boy Robot (Dark Horse/Legend) - Angus McKie, por Neil Gaiman's Teknophage (Big Entertainment) e Martha Washington: Stranded in Space (Dark Horse/Legend) - Maurice Vellekoop, por Drawn & Quarterly (Drawn & Quarterly) | [ 9 ]                |
| 1997 | Matt Hollingsworth                          | Preacher (DC/Vertigo) Death: The Time of Your Life (DC/Vertigo) Bloody Mary (DC/Helix) Challengers of the Unknown (DC) | - Monica Bennett, por Deathblow and Wolverine (Wildstorm/Image/Marvel) - Jeromy Cox, por Leave It to Chance (Homage) - Trish Mulvihill, por Wonder Woman, Firebrand (DC) e Batman and Captain America (DC/Marvel) - Daniel Vozzo, por The Invisibles, The Dreaming e The Sandman (DC/Vertigo) | [ 10 ]               |
| 1998 | Chris Ware                                  | The Acme Novelty Library (Fantagraphics) | - Laura Allred, por Red Rocket 7 (Dark Horse) - Jeromy Cox, por Leave It to Chance (Homage) e Mage (Image) - Sarah Dyer, por Amy Racecar Color Special #1 (El Capitan) - Lovern Kindzierski, por Elric: Stormbringer (Dark Horse/Topps) e Dr. Strange: What Is It That Disturbs You, Stephen? (Marvel) - Archer Prewitt, por Sof' Boy and Friends (Drawn & Quarterly) | [ 11 ]               |
| 1999 | Lynn Varley                                 | 300 (Dark Horse) | - Bjarne Hansen, por Superman for All Seasons (DC) - Dave Kemp, por Inhumans (Marvel) - Christian Lichtner e Aron Lusen (Estúdio Liquid!), por Battle Chasers (Cliffhanger/WildStorm/Image) - Jonathan D. Smith, por Fathom (Top Cow/Image) | [ 12 ]               |
| 2000 | Laura Dupuy                                 | The Authority (DC/Wildstorm) Planetary (DC/Wildstorm) | - Laura Allred, por Madman Comics (Dark Horse/Maverick) e Happydale: Devils in the Desert (DC/Vertigo) - Angus McKie, por Heart of Empire (Dark Horse) - Kevin Nowlan, por "Jack B. Quick" em Tomorrow Stories (ABC) - Chris Ware, por Acme Novelty Library (Fantagraphics) | [ 13 ]               |
| 2001 | Chris Ware                                  | Acme Novelty Library #14 (Fantagraphics) | - Jeromy Cox, por Promethea (ABC) - Lovern Kindzierski, por Ring of the Nibelung (Dark Horse/Maverick) - Patricia Mulvihill, por 100 Bullets (Vertigo/DC) e Nightwing (DC) - Lynn Varley, por Sin City: Hell and Back (Dark Horse/Maverick) | [ 14 ]               |
| 2002 | Laura DePuy                                 | Ruse (CrossGen) Ministry of Space (Image) | - Edgar Delgado e Studio F, por Out There (DC/Wildstorm) - Patricia Mulvihill, por Wonder Woman (DC) e 100 Bullets (DC/Vertigo) - Jose Villarrubia, por Fantastic Four 1234 (Marvel) - Chris Ware, por Acme Novelty Library #15 (Fantagraphics) | [ 15 ]               |
| 2003 | Dave Stewart                                | Hellboy: Third Wish, The Amazing Screw-on Head, Star Wars: Empire (Dark Horse); Human Target: Final Cut, Doom Patrol (DC/Vertigo); Tom Strong (ABC); Captain America (Marvel)                                                            | - Jeromy Cox, por Promethea (ABC) e Leave It to Chance (Image) - Matt Hollingsworth, por Alias, Daredevil (Marvel), The Filth #1-3 (DC/Vertigo), Batman: Nine Lives, Catwoman e Catwoman: Selina's Big Score (DC) - Paul Hornschemeier, por Forlorn Funnies (Absence of Ink) - Laura DePuy Martin, por Ruse (CrossGen) - Patricia Mulvihill, por Gotham Girls, Wonder Woman (DC); 100 Bullets e Hellblazer Special: Lady Constantine (DC/Vertigo) | [ 16 ] [ 17 ]        |
| 2004 | Patricia Mulvihill                          | Batman, Wonder Woman (DC), 100 Bullets (Vertigo/DC) | - Steven Griffin, por Hawaiian Dick (Image) - Matt Hollingsworth, por Catwoman (DC) - Paul Hornschemeier, por Forlorn Funnies (Absence of Ink) - Jason Keith, por El Cazador (CrossGen) | [ 18 ] [ 19 ]        |
| 2005 | Dave Stewart                                | Daredevil, Ultimate X-Men, Ultimate Six, Captain America (Marvel); Conan, BPRD (Dark Horse); DC: The New Frontier (DC) | - Peter Doherty, por Shaolin Cowboy (Burlyman) - Steven Griffen, por Hawaiian Dick: The Last Resort (Image) - Laura DePuy Martin, por Astonishing X-Men (Marvel), Ministry of Space (Image), Planetary (WildStorm/DC) e I Am Legion: The Dancing Faun (Humanoids/DC) - J. D. Mettler, por Ex Machina (WildStorm/DC) | [ 20 ] [ 21 ]        |
| 2006 | Chris Ware                                  | Acme Novelty Library #16 | - Jeromy Cox, por Teen Titans (DC) e Otherworld (Vertigo/DC) - Steven Griffin, por Hawaiian Dick: The Last Resort (Image) - Steve Hamaker, por Bone: The Great Cow Race (Scholastic Graphix) - Jose Villarrubia, por Desolation Jones (WildStorm/DC) | [ 22 ]               |
| 2007 | Dave Stewart                                | BPRD, Conan, The Escapists, Hellboy (Dark Horse); Action Comics, Batman/The Spirit, Superman (DC) | - Kristian Donaldson, por Supermarket (IDW) - Hubert, por The Left Bank Gang (Fantagraphics) - Lark Pien, por American Born Chinese (First Second) - Chris Ware, por Acme Novelty Library #17 (ACME Novelty) | [ 23 ] [ 24 ]        |
| 2008 | Dave Stewart                                | BPRD, Buffy the Vampire Slayer, Cut, Hellboy, Lobster Johnson, The Umbrella Academy (Dark Horse); The Spirit (DC) | - Jimmy Gownley, por Amelia Rules! (Renaissance) - Steve Hamaker, por Bone, vols. 5 e 6 (Scholastic) e Shazam: Monster Society of Evil (DC) - Richard Isanove, por Dark Tower: The Gunslinger Born (Marvel) - Ronda Pattison, por Atomic Robo (Red 5 Comics) - Alex Wald, por Shaolin Cowboy (Burlyman) | [ 25 ]               |
| 2009 | Dave Stewart                                | Abe Sapien: The Drowning, BPRD, The Goon, Hellboy, Solomon Kane, The Umbrella Academy (Dark Horse), Body Bags (Image), Captain America: White (Marvel)                                                                                   | - Steve Hamaker, por Bone: Ghost Circles e Bone: Treasure Hunters (Scholastic Graphix) - Trish Mulvihill, por Joker (DC) e 100 Bullets (Vertigo/DC) - Val Staples, por Criminal e Incognito (Marvel Icon) - Chris Ware, por Acme Novelty Library #19 (Acme) | [ 26 ]               |
| 2010 | Dave Stewart                                | Abe Sapien, BPRD, The Goon, Hellboy, Solomon Kane, Umbrella Academy, Zero Killer (Dark Horse); Detective Comics (DC); Northlanders, Luna Park (Vertigo)                                                                                  | - Steve Hamaker, por Bone: Crown of Thorns (Scholastic) e Little Mouse Gets Ready (Toon) - Laura Martin, por The Rocketeer: The Complete Adventures (IDW), Thor e The Stand: American Nightmares (Marvel) - David Mazzucchelli, por Asterios Polyp (Pantheon) - Alex Sinclair, por Blackest Night e Batman and Robin (DC) | [ 27 ]               |
| 2011 | Dave Stewart                                | Hellboy, BPRD, Baltimore, Let Me In (Dark Horse); Detective Comics (DC); Neil Young's Greendale, Daytripper, Joe the Barbarian (Vertigo/DC)                                                                                              | - Jimmy Gownley, por Amelia Rules!: True Things (Adults Don't Want Kids to Know) e Amelia Rules!: The Tweenage Guide to Not Being Unpopular (Atheneum/Simon & Schuster) - Sandra Marrs e John Chalmers (Estúdio Metaphrog), por Louis: Night Salad (Metaphrog) - Hilary Sycamore, por City of Spies, Resistance, Booth, Brain Camp e Solomon's Thieves (First Second) - Chris Ware, por Acme Novelty Library #20: Lint (Drawn & Quarterly) | [ 28 ]               |
| 2012 | Laura Allred                                | iZombie (Vertigo/DC); Madman All-New Giant-Size Super-Ginchy Special (Image) | - Bill Crabtree, por The Sixth Gun (Oni) - Ian Herring e Ramón K. Pérez, por Jim Henson's Tale of Sand (Archaia) - Victor Kalvachev, por Blue Estate (Image) - Cris Peter, por Casanova: Avaritia e Casanova: Gula (Marvel Icon) | [ 29 ]               |
| 2013 | Dave Stewart                                | Batwoman (DC); Fatale (Image); BPRD, Conan the Barbarian, Hellboy in Hell, Lobster Johnson, The Massive (Dark Horse) | - Charles Burns, por The Hive (Pantheon) - Colleen Coover, por Bandette (Monkeybrain) - Brandon Graham, por Multiple Warheads (Image) - Chris Ware, por Building Stories (Pantheon) | [ 30 ]               |
| 2014 | Jordie Bellaire                             | The Manhattan Projects, Nowhere Men, Pretty Deadly, Zero (Image); The Massive (Dark Horse); Tom Strong (DC); X-Files Season 10 (IDW); Captain Marvel, Journey into Mystery (Marvel); Numbercruncher (Titan); Quantum and Woody (Valiant) | - Steve Hamaker, por Mylo Xyloto (Bongo), Strangers in Paradise 20th Anniversary Issue 1 (Abstract Studio) e RASL (Cartoon Books) - Matt Hollingsworth, por Hawkeye, Daredevil: End of Days (Marvel) e The Wake (DC/Vertigo) - Frank Martin Jr., por East of West (Image) - Dave Stewart, por Abe Sapien, Baltimore: The Infernal Train, BPRD: Hell on Earth, Conan the Barbarian, Hellboy: Hell on Earth, The Massive, The Shaolin Cowboy e Sledgehammer 44 (Dark Horse)                                                                                              | [ 31 ]               |
| 2015 | Dave Stewart                                | Hellboy in Hell, BPRD, Abe Sapien, Baltimore, Lobster Johnson, Witchfinder, Shaolin Cowboy, Aliens: Fire and Stone e DHP (Dark Horse) | - Laura Allred, por Silver Surfer (Marvel) e Madman in Your Face 3D Special (Image) - Nelson Daniel, por Little Nemo: Return to Slumberland, Judge Dredd e Wild Blue Yonder (IDW) - Lovern Kindzierski, por The Graveyard Book, vols. 1-2 (Harper) - Matthew Petz, por The Leg (Top Shelf) - Matthew Wilson, por Adventures of Superman (DC), The Wicked + The Divine (Image), Daredevil e Thor (Marvel) | [ 32 ]               |
| 2016 | Jordie Bellaire                             | The Autumnlands, Injection, Plutona, Pretty Deadly, The Surface, They're Not Like Us, Zero (Image); The X-Files (IDW); The Massive (Dark Horse); Magneto e Vision (Marvel)                                                               | - Laura Allred, por Lady Killer (Dark Horse), Silver Surfer (Marvel) e Art OPS (Vertigo/DC) - Elizabeth Breitweiser, por The Fade Out, Criminal Magazine, Outcast, e Velvet (Image) - John Rauch, por The Beauty (Image); Batman: Arkham Knight, Earth 2: Society (DC); e Runaways (Marvel) - Dave Stewart, por Abe Sapien, BPRD Hell on Earth, Fight Club 2, Frankenstein Underground, Hellboy in Hell, Hellboy and the BPRD, (Dark Horse); Sandman: Overture, Twilight Children (Vertigo/DC); Captain America: White (Marvel); e Space Dumplins (Scholastic Graphix) | [ 33 ]               |
| 2017 | Matt Wilson                                 | Cry Havoc, Paper Girls, The Wicked + The Divine (Image); Black Widow, The Mighty Thor, Star-Lord (Marvel) | - Jean-Francois Beaulieu, por Green Valley (Image/Skybound) - Elizabeth Breitweiser, por Criminal 10th Anniversary Special, Kill or Be Killed, Velvet (Image); Outcast by Kirkman & Azaceta (Image/Skybound) - Sonny Liew, por The Art of Charlie Chan Hock Chye (Pantheon) - Laura Martin, por Wonder Woman (DC); Ragnarok (IDW); e Black Panther (Marvel) | [ 34 ]               |
| 2018 | Emil Ferris                                 | My Favorite Thing Is Monsters (Fantagraphics) | - Mitch Gerads, por Mister Miracle (DC) - Ed Piskor, por X-Men: Grand Design (Marvel) - David Rubín, por Ether, Black Hammer, Sherlock Frankenstein (Dark Horse) e Beowulf (Image) - Dave Stewart, por Black Hammer, BPRD: Devil You Know, Hellboy: Into the Silent Sea, Sherlock Frankenstein, Shaolin Cowboy (Dark Horse); e Maestros (Image) - Rosemary Valero-O’Connell, por What Is Left (ShortBox) | [ 35 ] [ 36 ] [ 37 ] |
| 2019 | Matt Wilson                                 | Black Cloud, Paper Girls, The Wicked + The Divine (Image); The Mighty Thor, Runaways (Marvel) | - Jordie Bellaire, por Batgirl e Batman (DC Comics); The Divided Earth (First Second); Days of Hate, Dead Hand Head Lopper e Redlands (Image); Shuri e Doctor Strange (Marvel) - Tamra Bonvillain, por Alien 3 (Dark Horse); Batman e Doom Patrol (DC Comics); Moon Girl and Devil Dinosaur e Multiple Man (Marvel) - Nathan Fairbairn, por Batman, Batgirl, Birds of Prey, Wonder Woman Earth One, vol. 2 (DC Comics); Die!Die!Die! (Image) - Matt Hollingsworth, por Batman: White Knight (DC Comics); Seven to Eternity, Wytches (Image)                            | [ 38 ] [ 39 ]        |
| 2020 | Dave Stewart                                | Black Hammer, B.P.R.D.: The Devil You Know, Hellboy and the BPRD (Dark Horse); Gideon Falls (Image); Silver Surfer Black e Spider-Man (Marvel)                                                                                           | - Lorena Alvarez, por Hicotea (Nobrow) - Jean-Francois Beaulieu, por Middlewest, Outpost Zero (Image) - Matt Hollingsworth, por Batman: Curse of the White Knight, Batman White Knight Presents Von Freeze (DC); Little Bird, November (Image) - Molly Mendoza, por Skip (Nobrow) | [ 40 ]               |